# Cayo Fisio Sabino
Gayo o Cayo Fisio Sabino (en latín Gaius Fisius Sabinus) fue un senador romano de la segunda mitad del siglo I que desarrolló su carrera política bajo Nerón, Vespasiano, Tito y Domiciano.

## Carrera
Su único cargo conocido fue el de consul suffectus entre marzo y abril de 83. Puede que fuera hijo de Cayo Fisio ¿Po...?, activo en Roma en 59, bajo Nerón.